# WTA Tour Championships 2003
De WTA Tour Championships 2003 is het tennistoernooi dat aan het eind van het seizoen 2003 werd gehouden. Alleen de acht beste enkelspeelsters en de vier beste dubbelduo's deden mee aan het toernooi dat voor de tweede maal in Los Angeles (Verenigde Staten) gehouden werd. De officiële naam van het toernooi was Bank of America WTA Tour Championships.
Dit jaar werd voor het eerst (bij het enkelspeltoernooi) een groepensysteem (Round Robin) toegepast. Het dubbelspeltoernooi werd conventioneel volgens enkelvoudige eliminatie bedreven.
In het enkelspel zegevierde de Belgische Kim Clijsters. In de finale versloeg zij de Française Amélie Mauresmo in twee sets.
In het dubbelspel ging de titel naar het als tweede geplaatste Spaans/Argentijns duo Virginia Ruano Pascual en Paola Suárez. In de eindstrijd wonnen zij van het eerste reekshoofd, Kim Clijsters (België) en Ai Sugiyama (Japan).

## Enkelspel

### Rode groep

#### Groepswedstrijden
| Speelster 1             |   | Speelster 2             | Score         |
| Kim Clijsters (Bel)     | - | Amélie Mauresmo (Fra)   | 3-6, 6-4, 6-4 |
| Jelena Dementjeva (Rus) | - | Chanda Rubin (VSt)      | 4-6, 7-5, 6-1 |
| Kim Clijsters (Bel)     | - | Jelena Dementjeva (Rus) | 6-2, 6-2      |
| Amélie Mauresmo (Fra)   | - | Chanda Rubin (VSt)      | 6-4, 4-6, 2-6 |
| Kim Clijsters (Bel)     | - | Chanda Rubin (VSt)      | 6-4, 6-4      |
| Amélie Mauresmo (Fra)   | - | Jelena Dementjeva (Rus) | 6-3, 6-2      |

#### Klassement
| #  | Speelster                       | Gespeeld | Wedst w/v | Sets w/v |
| 1. | Kim Clijsters (België)          | 3        | 3 - 0     | 6 - 1    |
| 2. | Amélie Mauresmo (Frankrijk)     | 3        | 1 - 2     | 4 - 4    |
| 3. | Chanda Rubin (Verenigde Staten) | 3        | 1 - 2     | 3 - 5    |
| 4. | Jelena Dementjeva (Rusland)     | 3        | 1 - 2     | 2 - 5    |

- Positie 2 werd toegewezen aan Amélie Mauresmo omdat zij het hoogste percentage gewonnen sets haalde.

### Zwarte groep

#### Groepswedstrijden
| Speelster 1                  |   | Speelster 2             | Score         |
| Justine Henin-Hardenne (Bel) | - | Jennifer Capriati (VSt) | 6-2, 6-1      |
| Anastasia Myskina (Rus)      | - | Ai Sugiyama (Jap)       | 6-4, 6-3      |
| Justine Henin-Hardenne (Bel) | - | Anastasia Myskina (Rus) | 7-5, 5-7, 7-5 |
| Jennifer Capriati (VSt)      | - | Ai Sugiyama (Jap)       | 7-5, 7-6      |
| Justine Henin-Hardenne (Bel) | - | Ai Sugiyama (Jap)       | 6-2, 6-4      |
| Jennifer Capriati (VSt)      | - | Anastasia Myskina (Rus) | 7-5, 5-7, 6-4 |

#### Klassement
| #  | Speelster                            | Gespeeld | Wedst w/v | Sets w/v |
| 1. | Justine Henin-Hardenne (België)      | 3        | 2 - 1     | 4 - 3    |
| 2. | Jennifer Capriati (Verenigde Staten) | 3        | 2 - 1     | 4 - 3    |
| 3. | Anastasia Myskina (Rusland)          | 3        | 1 - 2     | 4 - 4    |
| 4. | Ai Sugiyama (Japan)                  | 3        | 1 - 2     | 2 - 4    |

- Posities 1 en 2 werden toegewezen op basis van het percentage gewonnen games.

### Eindfase
| Legenda | Legenda                  |
| ------- | ------------------------ |
| Q       | Qualifier                |
| WC      | Deelname via wildcard    |
| LL      | Lucky Loser              |
| r       | Opgave / trok zich terug |
| w/o     | Walk-over                |
| Alt     | Alternate                |
| SE      | Special Exempt           |
| PR      | Protected Ranking        |
| d       | Diskwalificatie          |

|  | Halve finale | Halve finale           | Halve finale    | Halve finale | Halve finale |                 |   | Finale        | Finale | Finale | Finale | Finale |
|  |              |                        |                 |              |              |                 |   |               |        |        |        |        |
|  | 1            | Kim Clijsters          | 4               | 6            | 6            |                 |   |               |        |        |        |        |
|  | 3            | Jennifer Capriati      | 6               | 3            | 0            |                 |   |               |        |        |        |        |
|  | 3            | Jennifer Capriati      | 6               | 3            | 0            |                 | 1 | Kim Clijsters | 6      | 6      |        |        |
|  |              |                        |                 |              |              |                 | 1 | Kim Clijsters | 6      | 6      |        |        |
|  |              | 4                      | Amélie Mauresmo | 2            | 0            |                 |   |               |        |        |        |        |
|  | 4            | 4                      | Amélie Mauresmo | 2            | 0            | Amélie Mauresmo | 7 | 3             | 6      |        |        |        |
|  | 4            |                        |                 |              |              | Amélie Mauresmo | 7 | 3             | 6      |        |        |        |
|  | 2            | Justine Henin-Hardenne | 62              | 6            | 3            |                 |   |               |        |        |        |        |

## Dubbelspel

### Geplaatste teams
| Nr. | Team                                     | Rang | Resultaat    | Uitgeschakeld door                  |
| --- | ---------------------------------------- | ---- | ------------ | ----------------------------------- |
| 1.  | Kim Clijsters Ai Sugiyama                | 3    | finale       | Virginia Ruano Pascual Paola Suárez |
| 2.  | Virginia Ruano Pascual Paola Suárez      | 7    | winnaressen  | winnaressen                         |
| 3.  | Svetlana Koeznetsova Martina Navrátilová | 13   | halve finale | Virginia Ruano Pascual Paola Suárez |
| 4.  | Cara Black Jelena Lichovtseva            | 19   | halve finale | Kim Clijsters Ai Sugiyama           |

### Toernooischema
| Legenda | Legenda                  |
| ------- | ------------------------ |
| Q       | Qualifier                |
| WC      | Deelname via wildcard    |
| LL      | Lucky Loser              |
| r       | Opgave / trok zich terug |
| w/o     | Walk-over                |
| Alt     | Alternate                |
| SE      | Special Exempt           |
| PR      | Protected Ranking        |
| d       | Diskwalificatie          |

|  | Halve finale | Halve finale                        | Halve finale                        | Halve finale | Halve finale |   |                                          | Finale | Finale | Finale | Finale | Finale |
|  |              |                                     |                                     |              |              |   |                                          |        |        |        |        |        |
|  | 1            | Kim Clijsters Ai Sugiyama           | 6                                   | 6            |              |   |                                          |        |        |        |        |        |
|  | 4            | Cara Black Jelena Lichovtseva       | 3                                   | 4            |              |   |                                          |        |        |        |        |        |
|  | 4            | Cara Black Jelena Lichovtseva       | 3                                   | 4            |              | 1 | Kim Clijsters Ai Sugiyama                | 4      | 6      | 3      |        |        |
|  |              |                                     |                                     |              |              | 1 | Kim Clijsters Ai Sugiyama                | 4      | 6      | 3      |        |        |
|  |              | 2                                   | Virginia Ruano Pascual Paola Suárez | 6            | 3            | 6 |                                          |        |        |        |        |        |
|  | 3            | 2                                   | Virginia Ruano Pascual Paola Suárez | 6            | 3            | 6 | Svetlana Koeznetsova Martina Navrátilová | 4      | 4      |        |        |        |
|  | 3            |                                     |                                     |              |              |   | Svetlana Koeznetsova Martina Navrátilová | 4      | 4      |        |        |        |
|  | 2            | Virginia Ruano Pascual Paola Suárez | 6                                   | 6            |              |   |                                          |        |        |        |        |        |

## Bron
- (en)  Toernooischema WTA

1972 · 1973 · 1974 · 1975 · 1976 · 1977 · 1978 · 1979 · 1980 · 1981 · 1982 · 1983 · 1984 · 1985 · 1986 (mrt) · 1986 (nov) · 1987 · 1988 · 1989 · 1990 · 1991 · 1992 · 1993 · 1994 · 1995 · 1996 · 1997 · 1998 · 1999 · 2000 · 2001 · 2002 · 2003 · 2004 · 2005 · 2006 · 2007 · 2008 · 2009 · 2010 · 2011 · 2012 · 2013 · 2014 · 2015 · 2016 · 2017 · 2018 · 2019 · 2020 · 2021 · 2022 · 2023 · 2024
Grand Slam: Australian Open · Roland Garros · Wimbledon · US Open
Landenteams: Fed Cup · Hopman Cup